# Romário Baró
Romário Manuel Silva Baró, noto semplicemente come Romário Baró (Bissau, 25 gennaio 2000), è un calciatore portoghese, centrocampista del Porto.

## Caratteristiche tecniche
Centrocampista molto duttile, dà il meglio di sé in mezzo al campo ma può essere impiegato anche in attacco. Dinamico e forte fisicamente, sa rendersi pericoloso sia in zona gol che tramite assist.

## Carriera

### Club
Cresciuto nel settore giovanile del Porto, ha debuttato in LigaPro con la seconda squadra dei Dragões il 21 gennaio 2018 disputando l'incontro pareggiato 1-1 contro l'Arouca.
Ha esordito con la prima squadra il 7 agosto 2019 disputando l'incontro dei preliminari di UEFA Champions League vinto 1-0 contro il Krasnodar.

### Nazionale
Ha giocato nelle nazionali giovanili portoghesi Under-15, Under-16, Under-17, Under-18, Under-19 ed Under-21; con quest'ultima nazionale nel 2021 ha anche perso la finale degli Europei di categoria.

## Statistiche
Statistiche aggiornate al 15 luglio 2020.

### Presenze e reti nei club
| Stagione        | Squadra         | Campionato      | Campionato | Campionato | Coppe nazionali | Coppe nazionali | Coppe nazionali | Coppe continentali | Coppe continentali | Coppe continentali | Altre coppe | Altre coppe | Altre coppe | Totale | Totale | Totale |
| Stagione        | Squadra         | Comp            | Pres       | Reti       | Comp            | Pres            | Reti            | Comp               | Pres               | Reti               | Comp        | Pres        | Reti        | Pres   | Reti   |        |
| --------------- | --------------- | --------------- | ---------- | ---------- | --------------- | --------------- | --------------- | ------------------ | ------------------ | ------------------ | ----------- | ----------- | ----------- | ------ | ------ | ------ |
| 2017-2018       | Porto B         | LdH             | 10         | 1          |                 | -               | -               |                    | -                  | -                  |             | -           | -           | 10     | 1      |        |
| 2018-2019       | Porto B         | LdH             | 28         | 4          |                 | -               | -               |                    | -                  | -                  |             | -           | -           | 28     | 4      |        |
| 2019-2020       | Porto           | PL              | 8          | 0          | CP+CdL          | 3+3             | 0               | UCL+UEL            | 1+1                | 0                  |             | -           | -           | 16     | 0      |        |
| Totale carriera | Totale carriera | Totale carriera | 46         | 5          |                 | 6               | 0               |                    | 2                  | 0                  |             | -           | -           | 54     | 5      |        |

## Palmarès

### Club

#### Competizioni nazionali
- Campionato portoghese: 1

Porto: 2019-2020
- Coppa del Portogallo: 2

Porto: 2019-2020, 2023-2024
- Supercoppa di Portogallo: 2

Porto: 2020, 2024
- Campionato svizzero: 1

Basilea: 2024-2025
- Coppa Svizzera: 1

Basilea: 2024-2025